# 海因里希·罗姆巴赫
海因里希·罗姆巴赫（德語：Heinrich Rombach，1923年1月10日—2004年2月5日）。德国现象学家。

## 生平
罗姆巴赫出生于弗莱堡，并在弗莱堡大学获得博士学位，并完成德国高校教职资格论文，师从海德格尔的弟子马克斯·米勒和奥根·芬克。他被认为是现象学界具有开拓性创见的新一代现象学家。经由胡塞尔的“先验现象学”到海德格尔的“存在论的现象学”，罗姆巴赫发展出了自己的”结构的现象学“（Strukturale Phänomenologie)。他还独创性地发展出了不同于解释学（Hermeneutik）的“密释学”（Hermetik)。此外，他对于东亚思想的重视和研究显示出了现象学不同于传统西方哲学的开阔视野。他的重要著作有《结构存在论》（1971年）、《当代意识现象学》（1980年）。现有中译本《作为生活结构的世界》（2009）收集了罗姆巴赫不同时期的重要论文。